# Botafogo
Botafogo är en stadsdel i Rio de Janeiro i Brasilien. Den är belägen i de södra delarna av centrala Rio. Området innefattar cirka 480 hektar. Antalet invånare 2010 var omkring 83 000.
Botafogo gränsar till bland andra Cosme Velho

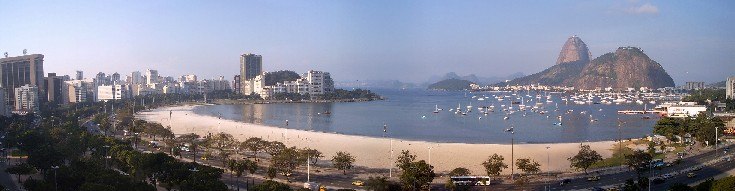
Botafogos strand.